# Глен-Ков
Глен-Ков (англ. Glen Cove) — город на Лонг-Айленде, округ Нассо, штат Нью-Йорк, США. Один из двух населённых пунктов округа, имеющих статус город (city).

## География
Глен-Ков расположен в северо-западной части острова Лонг-Айленд на берегу одноимённого пролива, с трёх других сторон окружён городом Ойстер-Бей. Площадь города составляет 49,9 км², из которых 32,6 км² (ок. 65,2 %) занимают открытые водные пространства. Город-побратим — Стурно (Италия). Город считался частью Золотого побережья начала 20-го века, так как районы вдоль набережной были развиты как большие загородные поместья богатыми предпринимателями и бизнесменами, такими как Дж.П. Морган, Фиппс, Пратт и Прайбил. Глен-Ков расположен на 40°52'2"N 73°37'40"W (40,867326, -73,627738).

## История
Место, на котором ныне располагается Глен-Ков, было заселено индейцами племени делавары с давних времён. С 1668 года появляются сведения, что переселенцы из Англии используют это место как порт для своих кораблей уже несколько десятилетий и называют его Мошето.
Официальной датой основания поселения считается 24 мая 1668 года, когда некий Джозеф Карпентер приобрёл здесь около 8,1 км² земли. Взяв себе в компаньоны четверых молодых людей, он начал здесь строительство, поселению Карпентер дал имя Мускета-Ков (musketa на языке делаваров означает место, где растёт тростник).
В 1830-х годах Мускета-Ков с Нью-Йорком связало регулярное пароходное сообщение. В 1834 году жители деревни решили сменить её название, так как оно было слишком похоже на mosquito (рус. комар). Новым названием избрали Гленко, по имени живописной долины в Шотландии и деревни на её краю, но в связи с ошибкой оно превратилось в Глен-Ков (рус. бухта Глена). Вторую половину XIX века большинство жителей были рабочими местного кукурузно-крахмального завода, который работал до 1900 года. С 1850-х годов Глен-Ков становится популярным местом отдыха у ньюйоркцев, а с 1867 года до поселения дотянулась железнодорожная линия Лонг-Айленда — всё это способствовало росту населения.
В конце XIX века живописный вид северного Лонг-Айленда приглянулся миллионерам-бизнесменам, в том числе Чарльзу Пратту, Джону Моргану и Фрэнку Вулворту, которые выстроили шикарные особняки в окрестностях Глен-Кова. Джон Морган позднее продал за один доллар часть своей земли городу, теперь это известно как Парк и пляж Моргана. К середине XX века большинство этих особняков были перекуплены и уже служили для других целей — так, особняк Джорджа Дюпона Пратта «Килленворт» был куплен Советским Союзом для своей делегации ООН, там отдельно от всех жили Никита Хрущёв и Фидель Кастро.
С 1889 года в городе работает частный инженерный колледж Институт Уэбба.
8 июня 1917 года Глен-Ков отделился от города Ойстер-Бей, частью которого был два с половиной века.
Глен-Ков стал последним городом штата, в котором практиковалось раздельное обучение белых и цветных детей (до середины 1960-х годов), воспоминаниям о такой учёбе поделился с читателями уроженец Глен-Кова Джош Алан Фридман в своей автобиографической книге Black Cracker.
В городе работают несколько храмов разных конфессий. В частности, храм Покрова Пресвятой Богородицы и Сергия Радонежского, основанный РПЦЗ на пожертвования князя Белосельского-Белозерского в 1949 году. Многие прихожане храма — среди которых было немало известных деятелей Российской империи и русской эмиграции, — покоятся на православном участке местного кладбища.
C 1994 по 2004 года в Глен-Кове располагался головной офис компании Acclaim Entertainment, которая приобрела здесь трёхэтажное здание общей площадью 6000 м² за 4 миллиона долларов.

## Демография

### 2019 год
По предварительным оценкам в 2012 году в Глен-Кове проживало 27 166 человек.

### 2012 год
По предварительным оценкам в 2012 году в Глен-Кове проживало 27 100 человек, из них 48,7 % мужчины и 51,3 % женщины. Средний возраст горожанина — 40,6 лет (в среднем по штату — 42,4 года). Безработица среди жителей в возрасте от 25 до 65 лет составила 4,6 %. Среди жителей старше 14 лет оказалось 32,5 %, которые не состоят в браке и никогда не были, 49,1 % — в браке, овдовевших — 7,8 %, разведённых — 8,9 %. Происхождение предков: итальянцы — 19,8 %, ирландцы — 11,2 %, немцы — 7,2 %, поляки — 5,3 %, англичане — 3,9 %, русские — 2,3 %.

### 2010 год
По переписи 2010 года в Глен-Кове проживало 26 964 человека. Расовый состав: белые — 74,2 %, негры и афроамериканцы — 7,2 %, азиаты — 4,6 %, прочие расы — 10,1 %, смешанные расы — 3,2 %, коренные американцы — 0,5 %, уроженцы тихоокеанских островов и Гавайев — 0,2 %; латиноамериканцы (любой расы) — 27,9 %.

### 2000 год
По переписи 2000 года в Глен-Кове проживало 26 622 человека (9461 домохозяйство, 6651 семья). Расовый состав: белые — 60,3 %, негры и афроамериканцы — 26,4 %, азиаты — 4,1 %, прочие расы — 5,7 %, смешанные расы — 3,1 %, коренные американцы — 0,3 %, уроженцы тихоокеанских островов и Гавайев — 0,1 %; латиноамериканцы (любой расы) — 20 %.
21,2 % населения города были младше 18 лет, 8,1 % — от 18 до 24 лет, 30,6 % — от 25 до 44 лет, 22,6 % — от 45 до 64 лет и 17,5 % жителей были в возрасте 65 лет и старше. Средний возраст жителя был 39 лет. На каждые 100 женщин приходилось 92,8 мужчины, причём на каждые 100 женщин старше 17 лет приходилось уже 89,4 мужчины такого же возраста. Средний доход домохозяйства Глен-Ков был 89 000 долларов в год, семьи — 108 000 долл., работающего мужчины — 61 900 долл., женщины — 40 581 долл., на душу населения — 26 627 долларов.

## Глен-Ков в кинематографе

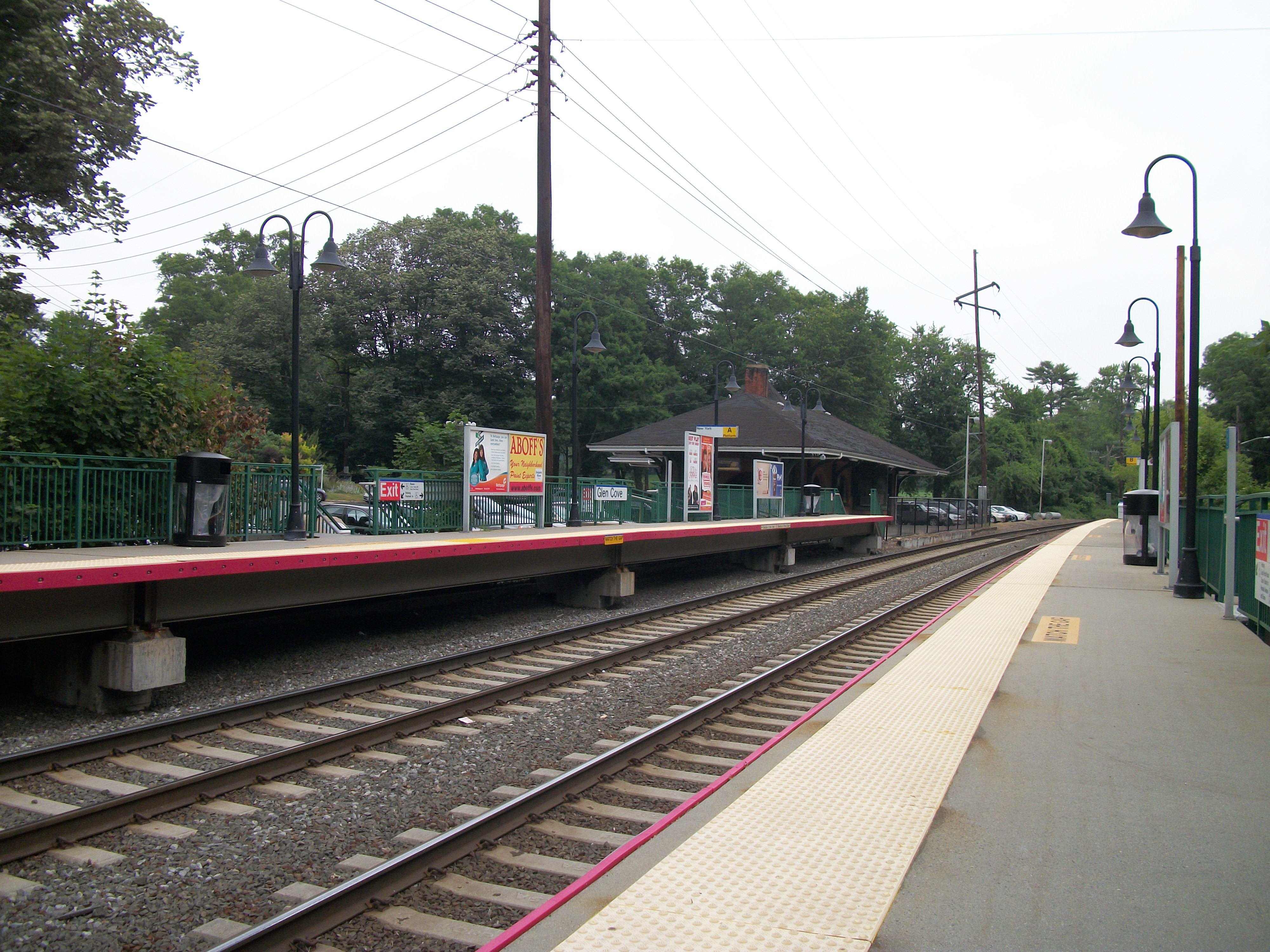
Железнодорожная станция Глен-Ков

- 1954 — многие сцены фильма «Сабрина» были сняты в Глен-Кове, в частности на одноимённой железнодорожной станции[24]. То же относится к ремейку 1995 года.
- 1959 — сцена в особняке «Салютейшенс» в фильме «К северу через северо-запад».
- 1987 — сцена на железнодорожной станции в фильме «Я снова здесь»[англ.].
- 1995 — сцены, в которых сняты Особняк Уэйна и Институт Уэбба[англ.] в фильме «Бэтмен навсегда».
- 1998 — сцена в особняке «Салютейшенс» в фильме «Идеальное убийство».
- 2008 — действие эпизода «Контракт» сериала «Закон и порядок: Преступное намерение» происходит в Глен-Кове.
- 2010 — сцены в особняке «Салютейшенс» в фильме «Секс в большом городе 2».
- 2011 — сцены в доме фильма «Мой придурочный брат»[англ.] были отсняты внутри домов по Хайленд-роуд и Косгроув-драйв[25].